# Nair Tiknisjan
Nair Oganessowitsch Tiknisjan (armenisch Նաիր Թիկնիզյան, russisch Наир Оганесович Тикнизян; * 12. Mai 1999 in Sankt Petersburg) ist ein armenisch-russischer Fußballspieler.

## Karriere

### Verein
Tiknisjan begann seine Karriere bei ZSKA Moskau. Im September 2017 debütierte er im Cup gegen Awangard Kursk für die Profis von ZSKA. Im August 2019 gab er sein Debüt in der Premjer-Liga, als er am siebten Spieltag der Saison 2019/20 gegen Achmat Grosny in der 89. Minute für Iwan Obljakow eingewechselt wurde.
Nach fünf Einsätzen für ZSKA wurde Tiknisjan im Januar 2020 an den Zweitligisten Awangard Kursk verliehen. In Kursk kam er zu zwei Einsätzen in der Perwenstwo FNL, ehe die Saison aufgrund der COVID-19-Pandemie vorzeitig abgebrochen wurde. Zur Saison 2020/21 kehrte er wieder zu ZSKA zurück. In der Saison 2020/21 kam er zu 28 Einsätzen in der Premjer-Liga, in denen er zwei Tore erzielte.
Nach einem Einsatz zu Beginn der Saison 2021/22 für ZSKA wechselte Tiknisjan im August 2021 zum Ligakonkurrenten Lokomotive Moskau.

### Nationalmannschaft
Tiknisjan spielte zwischen September und November 2017 fünf Mal für die russische U-19-Auswahl. Im Oktober 2020 debütierte er gegen Estland für das U-21-Team. Mit diesem nahm er 2021 an der EM teil. Während des Turniers kam er zu drei Einsätzen, die Russen schieden bereits in der Vorrunde aus.
2023 wechselte Tiknisjan dann zum armenischen Verband und wurde im März 2023 erstmals in den Kader der armenischen A-Nationalmannschaft berufen. Sein Debüt gab er im selben Monat in einem EM-Qualifikationsspiel gegen die Türkei.

## Persönliches
Tiknisjans Eltern wollten ihren Sohn nach der Geburt Nair nennen, in der Geburtsurkunde wurde allerdings fälschlicherweise Najair (Наяир) eingetragen. Tiknisjan hat seinen Namen aufgrund Zeitmangels bis dato nicht korrigieren lassen, wodurch er von einigen offiziellen Seiten unter seinem amtlichen Namen Najair Tiknisjan geführt wird.